# Павлов, Алексей Илларионович
Алексей Илларионович Павлов (1883, Борчалинский уезд — 20 апреля 1981) — коневод, Герой Социалистического Труда (1948).

## Биография
Родился в 1883 году в Борчалинском уезде, Тифлисской губернии, ныне — Лорийской области Армении в семье русских зажиточных крестьян, которые имели свои угодья, крупный рогатый скот и лошадей.
Получив начальное образование, закончил профессиональное сельскохозяйственное училище в Тифлиси. С детства был очень трудолюбивым ребёнком и очень много времени проводил с лошадьми, увлеченно изучая и познавая иппологию. На протяжении всего периода жизни, его всегда тянуло к лошадям, что в последующем послужило толчком к освоению будущей профессиональной деятельности по их изучению и разведению.
Женился на крестьянке Арине Ивановне. В их браке она подарила ему пять сыновей (Иван 1910 г.р., Василий 1912 г.р., Михаил 1916 г.р., Яков 1918 г.р., Павел 1922 г.р.), которых он воспитал и дал образование. Алексей Илларионович, был очень строгим, но правдивым отцом, всегда спрашивал за дело, честь по чести мог рассудить любые ситуации. В детях он всегда прививал уважение к старшим, честность, порядочность и трудолюбие, на протяжении всей своей жизни сам руководствовался этими принципами.
В годы гражданской войны в России, его угодья и ферму национализировали большевики, но несмотря на данное обстоятельство, он в должности управляющего смог сохранить производство вместе с обслуживающим персоналом, продолжая заниматься своим любимым делом по разведению племенных селекционных жеребцов. В дальнейшем, большевики забирали лошадей на пополнение кавалерийских отрядов.
С началом коллективизации Алексей Илларионович в 1937 году вступил в должность Директора конефермы местного колхоза имени Сталина Калининского района Армянской ССР.
А когда началась Великая Отечественная война, в 1941 году из отчего дома ушли на фронт пять сыновей: Иван, Василий, Михаил, Яков и Павел. Материнская молитва сохранила только четверых детей, которые вернулись живыми, кроме Якова (по архивным документам числится пропавшим без вести).
За время руководства конефермой было успешно налажено выращивание коней, которые в период Великой Отечественной войны, начиная с 1941 года поставлялись на формирование новых кавалерийских дивизий, под руководством главнокомандующего Юго-Западного направления маршала Буденного Семена Михайловича.
За высокое трудолюбие и ответственное отношению к своему профессиональному долгу, а также за грамотное управление коллективом предприятия, Семен Михайлович, при плановом ревизионном объезде конеферм Северного кавказа и Закавказья, прибыв на конеферму колхоза имени Сталина Калининского района, лично вручил Алексею Илларионовичу наградную шашку.
После окончания Великой Отечественной войны, Указом Президиума Верховного Совета СССР от 17 августа 1948 года за высокий вклад в развитии и репродуктивности коневодства, Павлову Алексею Илларионовичу, присвоено звание Герой Социалистического Труда с вручением ордена Ленина и золотой медали «Серп и Молот».
Жена: Арина Ивановна, прожила 104 года, ушла из жизни в г. Калинино, АССР (нет данных по датам рождения и смерти)
Алексей Илларионович ушёл из жизни в возрасте 98 лет, 20 апреля 1981 года.
Награждён орденом Ленина и золотой медалью «Серп и Молот» (17 августа 1948), правительственными орденами за заслуги перед отечеством.
Имеет похвальные грамоты и благодарности от Президиума Верховного Совета СССР.